# Église Saint-Jean-Baptiste de Simandre
L'église Saint-Jean-Baptiste de Simandre est une église située sur le territoire de la commune de Simandre dans le département français de Saône-et-Loire et la région Bourgogne-Franche-Comté.

## Historique
Au XIVe siècle, l'église était une succursale de celle d'Ormes : elle ne devint église paroissiale qu'en 1709. 
L'église primitive date de la seconde moitié du XIIe siècle mais elle a été transformée de façon importante au XIXe.

## Protection
Elle fait l'objet d'une inscription partielle au titre des monuments historiques, depuis un arrêté du 27 novembre 1951.

## Description
La partie romane comprend l'abside, le clocher, la travée sous clocher.
L'élégant clocher à trois étages (coiffé d'une flèche de pierre) est caractérisé par des baies et des arcatures toujours doublées, séparées par des colonnettes, visibles sur les quatre faces.

## Culte
Édifice consacré du diocèse d'Autun relevant de la paroisse Saint-Jean-XXIII (siège à Saint-Germain-du-Plain) – qui en est affectataire au titre de la loi de 1905 –, l'église de Simandre est, plusieurs siècles après sa construction, un lieu de culte catholique.